# Eugene Chen
Eugene Chen   (San Fernando, 2 de juliol de 1878 - Shanghai, 20 de novembre de 1944), nascut Eugene Bernard Achan, va ser un polític xinès, va ser ministre d'afers exteriors al govern de Sun Yat-sen.
De família de botiguers, d'origen xinès (altres fonts li atribueixen també arrels afro-hispàniques), el seu pare va participar en la Rebel·lió dels Taiping. Va ser alumne del col·legi catòlic St. Mary de Port-of-Spain. Més endavant fou membre de la “London Bar Association” i exercí d'advocat a Trinitat i Tobago, essent els seus clients sobretot d'origen xinès i indi.
L'any 1899 es va casar amb Agatha Alphonsin Ganteaume, filla d'un oficial de la marina francesa. La parella va tenir vuit fills dels quals quatre van sobreviure a la infància: Percy, Sylvia, Yolanda i Jack Chen. Amb la seva activitat com a advocat i els beneficis d'una plantació de coco, va poder reunir una petita riquesa però, finalment, va sofrir dificultats econòmiques i el 1912, va abandonar Trinitat per no tornar-hi i va residir, sense la seva família, a Pequín, on va ser assessor legal del Ministeri de Comunicacions. Va tirar endavant periòdics ("The Peking Gazette", "The Shanghai Gazette" i "People’s Tribune") que li van ocasionar problemes amb l'autoritat de potències estrangeres a la Xina, però gràcies a la seva ciutadania britànica en va sortir ben parat.
Les trobades amb la seva família van ser esporàdiques. I, després de la mort d'Agatha, es va tornar a casar amb Georgette Chen el 1930.
Va col·laborar, també, amb Sun Yat-sen amb temes legals. Esdevingué ministre d'Afers Exteriors i realitzà una política d'aproximació als soviètics. Arran del boicot als interessos comercials britànics, s'arribà a l'acord Chen-O'Malley.
A causa de rivalitats polítiques, es va veure obligat a exiliar-se a Hong Kong però finalment va tornar a la Xina on va viure fins a la seva mort, en circumstàncies misterioses, el 1944. Va ser enterrat a Pequín. S'ha considerat que la ideologia de Chen era fruit de la influència del marxisme i del confucianisme. No va arribar mai a parlar xinès amb fluïdesa.